# Стрільба напівпрямим наведенням
Стрільба напівпрямим наведенням — метод стрільби в артилерії, за якої стрілець спостерігає ціль і наводить гармату в горизонтальній площині до неї, поєднуючи оптичну вісь (перехрестя) панорами або марку прицілу з ціллю, а прицілювання у вертикальній площині ведеться як за стрільби із закритих позицій.